# وزارة المالية (أنتيغوا وبربودا)
وزارة المالية هي وزارة حكومية في أنتيغوا وبربودا مسؤولة عن إدارة المالية العامة والتخطيط الاقتصادي والإيرادات والميزانية في البلاد.
وزير المالية الحالي هو جاستون براون منذ سنة 2014 م.